# Peter Kjær
Peter Kjær (Fredericia, 1965. november 5. –), dán válogatott labdarúgókapus.
A dán válogatott tagjaként részt vett az 1998-as és a 2002-es világbajnokságon, az 1995-ös konföderációs kupán és a 2000-es Európa-bajnokságon.

## Sikerei, díjai
Vejle
- Dán bajnok (1): 1984

Silkeborg
- Dán bajnok (1): 1993–94
- Dán szuperkupagyőztes (1): 1994
- Intertotó-kupa győztes (1): 1996

Dánia
- Konföderációs kupa győztes (1): 1995